# Stewart SF3
O modelo Stewart SF3 foi o monoposto usado pela Stewart Grand Prix na temporada 1999 de Fórmula 1. Conduzido por Johnny Herbert e Rubens Barrichello, com motor Ford V10. que não agradou muito pois esquentava demais, e deixou inúmeras vezes ambos os pilotos, sem conseguir concluir as provas.
Um momento marcante foi no Grande Prêmio do Brasil, quando Barrichello assumiu a liderança da prova após a McLaren de Mika Hakkinen ter um problema mecânico, mas logo depois foi Barrichello quem teve problemas e não concluiu a prova.
Com o SF3 Johnny Herbert venceu o Grande Prêmio da Europa, apos a Williams de Ralf Schumacher sofrer um furo no pneu traseiro, nesta prova Rubens Barrichello terminou em terceiro lugar.
Este foi o último modelo produzido pela equipe, que foi vendida pela Ford no final do ano, sendo então rebatizada para Jaguar Racing, e mais tarde foi transformada na atual Red Bull Racing.